# كونتركور (كيبك)
كونتركور (بالإنجليزية: Contrecœur, Quebec)‏ هي بلدية محلية في كيبيك تقع في كندا في Marguerite-D'Youville Regional County Municipality.[بحاجة لمصدر] يقدر عدد سكانها بـ 6,252 نسمة ومساحتها 87.60 كم2 .

## أعلام
- جوزيف ادمون مارسيل
- جان ماري ريتشارد